# (14006) Sakamotofumio
(14006) Sakamotofumio est un astéroïde de la ceinture principale.

## Description
(14006) Sakamotofumio est un astéroïde de la ceinture principale. Il fut découvert le 18 septembre 1993 à Kitami par Kin Endate et Kazuro Watanabe. Il présente une orbite caractérisée par un demi-grand axe de 2,72 UA, une excentricité de 0,18 et une inclinaison de 8,6° par rapport à l'écliptique.

## Compléments